# Нехалім
32°03′31″ пн. ш. 34°54′49″ сх. д. / 32.058611111111° пн. ш. 34.913611111111° сх. д.
Нехалім (івр. נְחָלִים , букв. «Струмки») — релігійний мошав у центральній частині Ізраїлю. Розташований на південь від міста Петах-Тіква, перебуває під юрисдикцією регіональної ради Хевель Моді'ін. У 2019 році тут проживало 1788 осіб.

## Історія
Спільнота («ґар'ін», букв. «ядро») Нехалім утворилася 1938 року групою молодих, релігійних членів руху «Бней Аківа» з міста Єрусалим. Вони почали сільськогосподарську підготовку в поселенні Менахемія в долині Йордану. 1944 року вони переїхали на болотисту землю, уражену малярією, приблизно за кілометр на південний схід від нинішнього кібуцу Га-Ґошрім, і жили в бараках без електрики та водопроводу. Мережа струмків і потічків стала натхненням для назви «Нехалім». Після арабо-ізраїльської війни 1948 року мешканців переселили до покинутого темлерського села Вільгельма.

Сучасний мошав, на його теперішньому місці на південь від міста Петах-Тіква, був заснований 1952 року, і кожна родина отримала двокімнатний будинок і 25 дьонюмів землі.

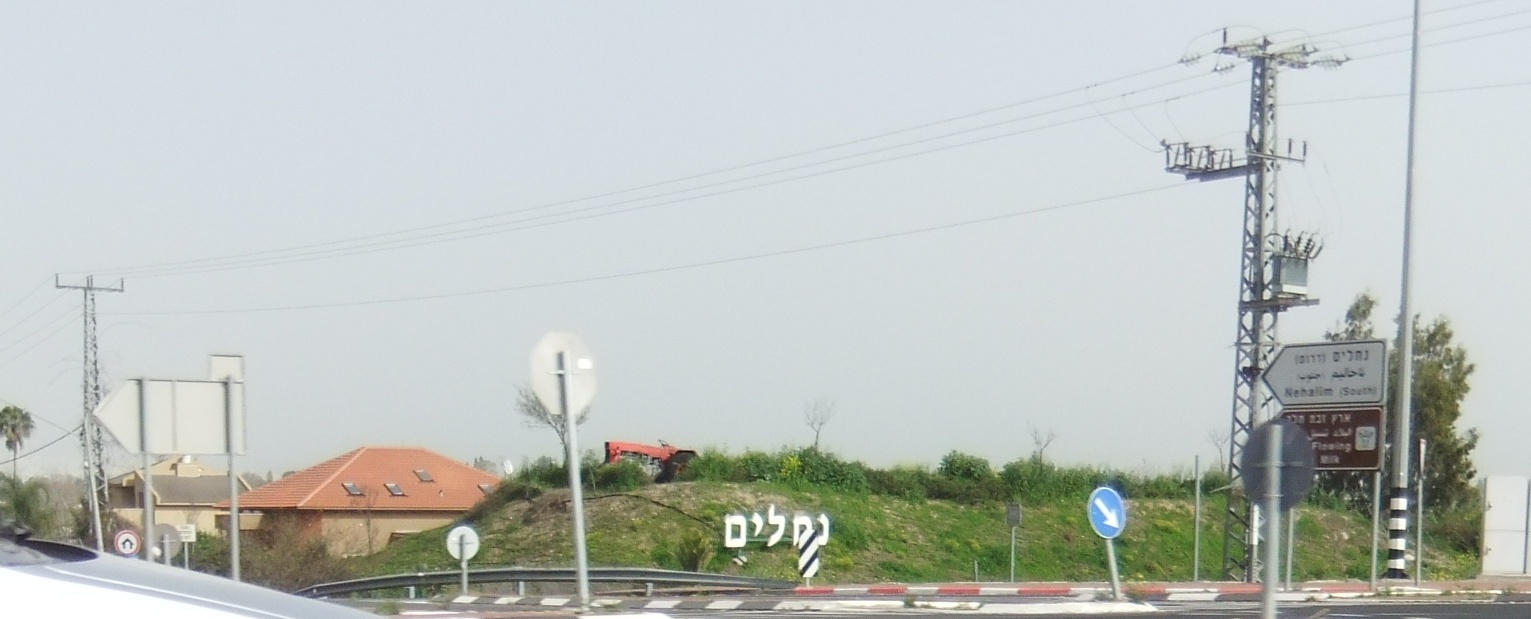
В'їзд (2012 рік)
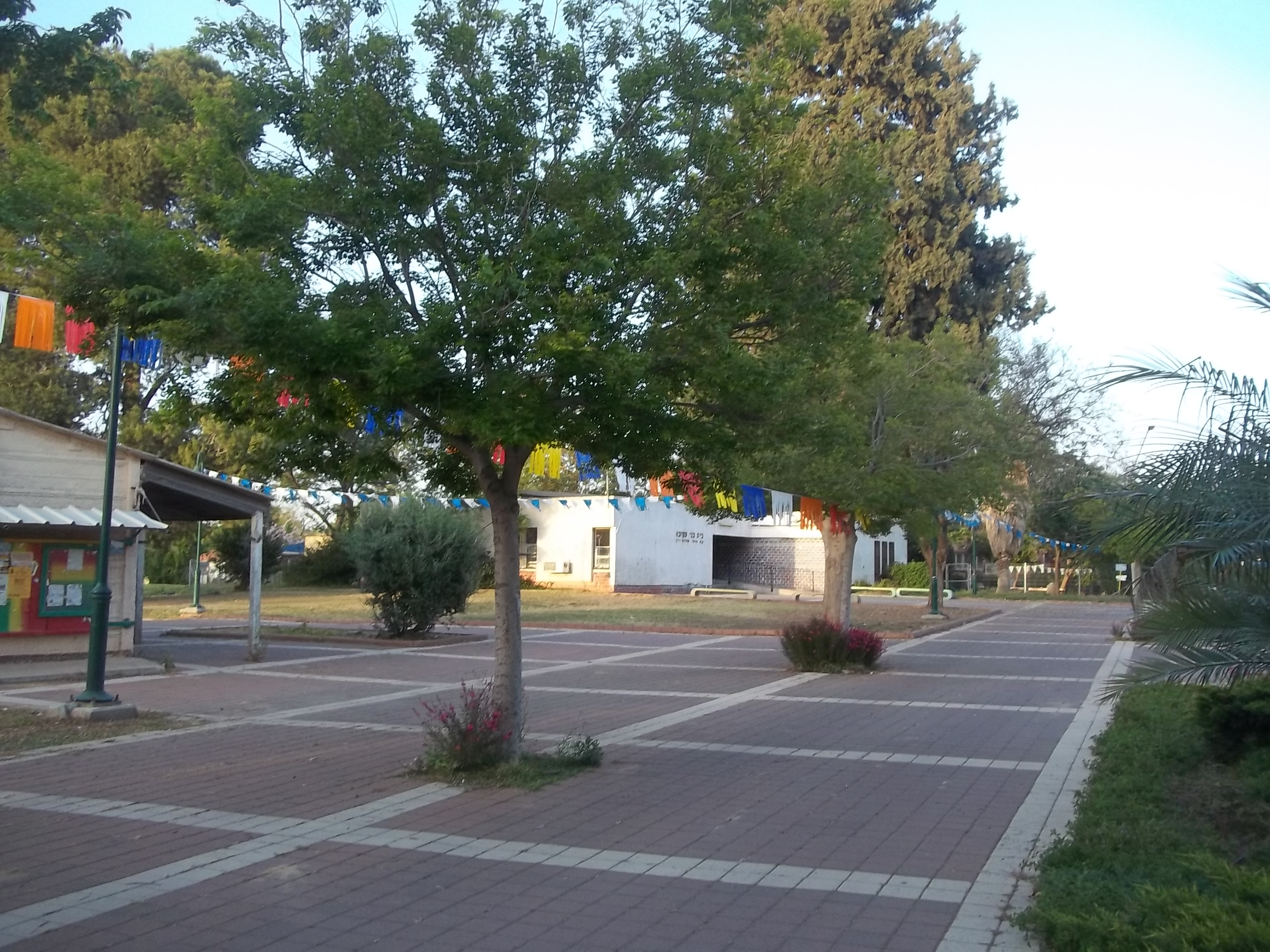
Мошав (2012 рік)
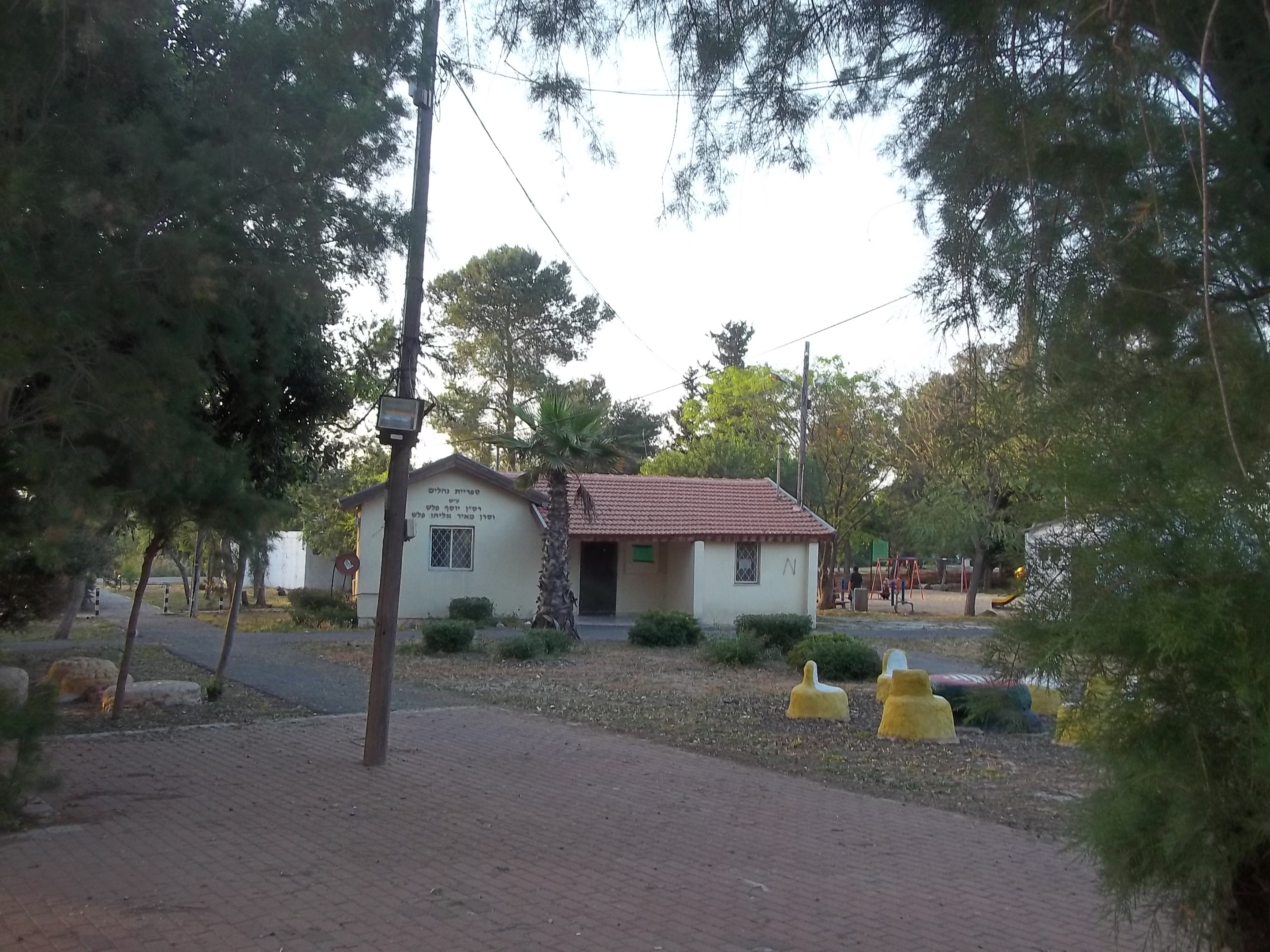
Мошав (2012 рік)

## Визначні місця
У мошаві є одна головна синагога, заснована євреями-ашкеназі. У 2012 році зростаюче населення євреїв-мізрахі мошаву захотіло побудувати другу синагогу, щоб відобразити власну релігійну спадщину, але головний рабин мошаву Девід Ґрінвальд наклав на це вето.

## Освіта
Є релігійна середня школа для хлопчиків. Школа була однією з перших середніх шкіл руху «Бней Аківа» в Ізраїлі, заснована в 1955 році Йосефом Ба-Ґадом.

## Виноски
1. ↑  Центральне статистичне бюро Ізраїлю — 1949.
2. ↑  "Population in the Localities 2019" (XLS). Israel Central Bureau of Statistics. Процитовано 23.01.2022.
3. 1 2  Kresh, Miriam (3 березня 2016). Nehalim, the wandering moshav. The Jerusalem Post. Процитовано 24 квітня 2019.
4. ↑  Merilos, Itamar (3 травня 2012). [A Mizrahi synagogue? Not in Nehalim]. Ynet (івр.) http://www.ynet.co.il/articles/0,7340,L-4222897,00.html. Процитовано 5 травня 2012. {{cite news}}:  Пропущений або порожній |title= (довідка); |trans-title= вимагає |title= або |script-title= (довідка)